# Mohammad Bagheri Motamed
Mohammad Bagheri Motamed (n. 24 ianuarie 1986, Teheran, Iran) este un taekwondist ce a reprezentat Iran, medaliat olimpic. A participat la o ediție a Jocurilor Olimpice (2012) în care a câștigat o medalie de argint.